# ال‌جی رنویر
ال‌جی رنویر (به انگلیسی: LG Renoir (KC910))، یک‌نمونه از گوشی‌های تلفن همراه سری اروپا جی‌اس‌ام (به انگلیسی: Europe GSM (KC)) شرکت ال‌جی الکترونیکس می‌باشد که توسط همین شرکت به بازار عرضه شده‌است.